# Parafia św. Maksymiliana Kolbego w Płońsku
Parafia pw. św. Maksymiliana Kolbego w Płońsku – rzymskokatolicka parafia należąca do dekanatu płońskiego północnego, diecezji płockiej, metropolii warszawskiej. Poprzednio należała do dekanatu płońskiego, diecezji płockiej, metropolii warszawskiej. Parafia powstała 7 czerwca 1981 z parafii św. Michała Archanioła w Płońsku. Siedziba parafii mieści się przy ulicy księdza Romualda Jaworskiego.
Kościół parafialny nowoczesny, murowany, zbudowany w latach 1983–1994na planie sześciokąta, konsekrowany 12 czerwca 1994. 

## Proboszczowie
- 1981–2001: ks. Romuald Jaworski (1933–2001)[2]
- 2001–2010: ks. Mirosław Tabaka (1955–2010)[2]
- od 2010: ks. kan. Zbigniew Sajewski[2]